# Hydroeciodes pothen
Hydroeciodes pothen är en fjärilsart som beskrevs av Dyar 1918. Hydroeciodes pothen ingår i släktet Hydroeciodes och familjen nattflyn. Inga underarter finns listade i Catalogue of Life.